# Ashley Mocudé
Ashley Mocudé est un footballeur et entraîneur mauricien.

## Biographie
Attaquant du Club M, il fait sa carrière au Sunrise SC pendant quatorze années. Il remporte le championnat en 1994-1995, en 1995-1996 et en 1996-1997. Il est le meilleur buteur du championnat avec 28 buts en 1992-1993 et 31 buts en 1996-1997. 
Il est l'entraîneur d'Arsenal Wanderers,, lors de la saison 2005-2006, terminant dernier du championnat.
Il obtient sa licence CAF-C d'entraîneur le 13 juin 2012.